# Niederzissen
Niederzissen település Németországban, Rajna-vidék-Pfalz tartományban. Lakosainak száma 2768 fő (2023. december 31.).

## Népesség
A település népességének változása:
| Lakosok száma | 1774 | 2684 | 2699 | 2784 | 2784 | 2768 |
|               | 1975 | 2017 | 2019 | 2021 | 2022 | 2023 |